# Caumont, Eure
Caumont är en kommun i departementet Eure i regionen Normandie i norra Frankrike. Kommunen ligger i kantonen Routot som tillhör arrondissementet Bernay. År 2022 hade Caumont 1 132 invånare.

## Befolkningsutveckling
Antalet invånare i kommunen Caumont
Referens:INSEE